# Nicolas Chopin
Nicolas Chopin (em polonês: Mikołaj Chopin; Marainville-sur-Madon, 15 de abril de 1771 — Varsóvia, 3 de maio de 1844) foi um professor de língua francesa que ficou conhecido por ser o pai do compositor romântico Frédéric François Chopin, fruto de seu relacionamento com Tekla Justyna Chopin.
Quando faleceu, Nicolas foi sepultado junto com sua mulher, Justyna Chopin, no Cemitério de Powązki.

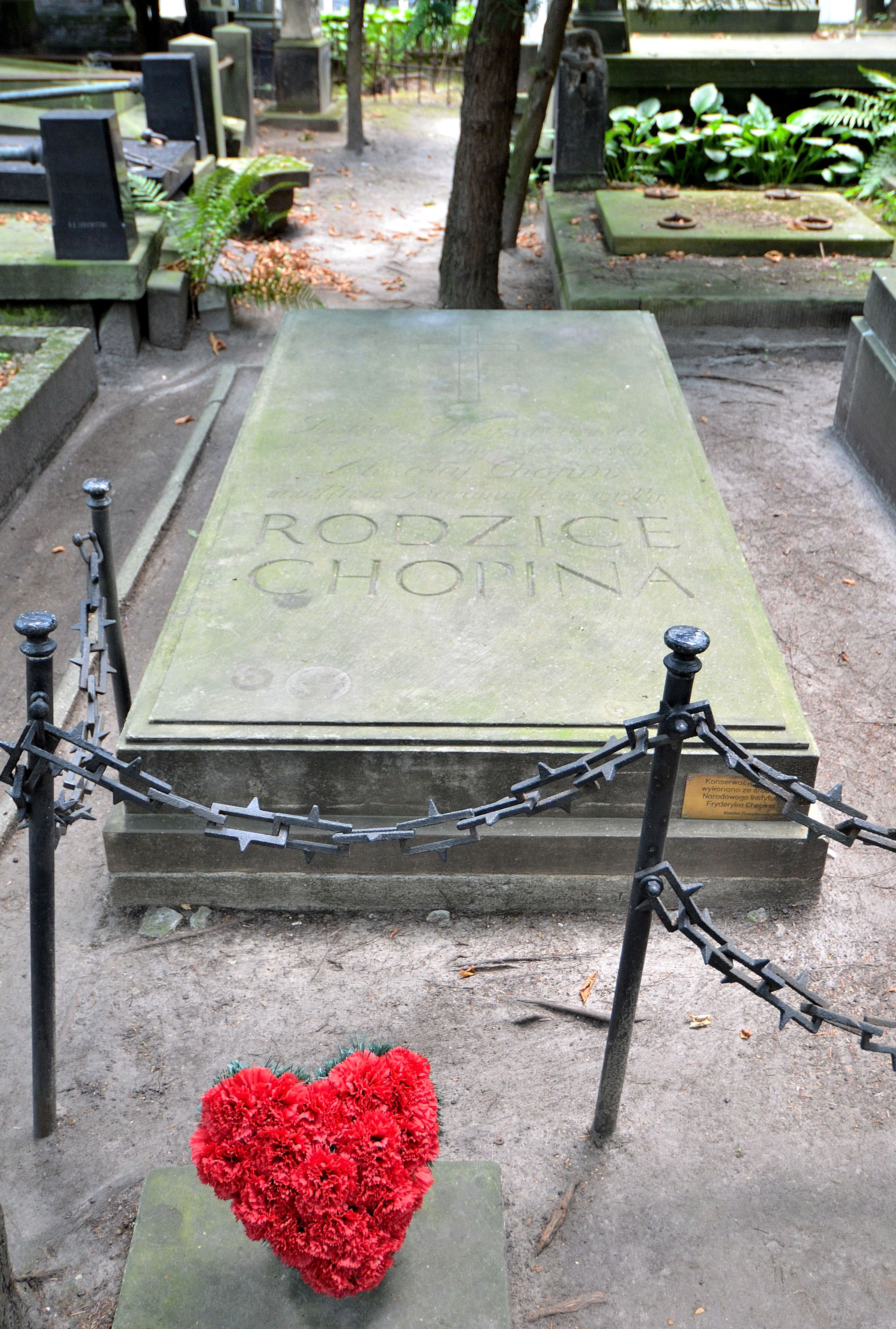
Sepultura de Nicolas e Justyna Chopin, Cemitério de Powązki, Varsóvia

1. ↑  Łopaciński, "Chopin, Mikołaj," p. 426.